# المجلس الأعلى لتنظيم الإعلام
المجلس الأعلى لتنظيم الإعلام هو هيئة مستقلة ذات شخصية اعتبارية مقره الرئيسي محافظة القاهرة. أنشئ طبقاً للقانون رقم 92 لسنة 2016 في شأن التنظيم المؤسسي للصحافة والإعلام ليتولى تنظيم شئون الإعلام المسموع والمرئي والرقمي بالصحافة المطبوعة والرقمية وغيرها، ويتمتع بالاستقلال الفني والمالي والإداري ولا يجوز التدخل في شؤونه. ويتشكل المجلس بقرار من رئيس الجمهورية. وهو الجهة البديلة التي انتقلت إليها مسئوليات وزارة الإعلام وقبلها وزارة الإرشاد القومي.

## تاريخ الاعلام في مصر
- ظلت مصر حتى قيام ثورة 1952 لا تعرف الكثير عن الاعلام ووسائل الاتصال، بالنسبة لما يسمى حالياً بوسائل الاتصال الجماهيرية لم يكن هناك سوى الإذاعة التي كانت محدودة الانتشار والتاثير.[3]
- ومع قيام ثورة يوليو، ادركت أهمية تزويد الرأي العام العالمي ودوائر الثقافة والسياسة باصدار البيانات والإحصائيات والأرقام والصور والرسوم عن حقائق الامور في مصر.[4]
- تم لأول مرة في تاريخ مصر في نوفمبر 1952 إنشاء وزارة خاصة بشئون الاعلام والاتصال في نوفمبر 1952 أطلق عليها وزارة الإرشاد القومي ثم تغير اسمها إلى وزارة الثقافة والإرشاد القومي ثم عادت مرة أخرى إلى وزارة الإرشاد القومي.[5][6]
- استمر هذا الوضع حتى عام 1970.[6]
- مع المتغيرات الكثيرة التي سادت الفترة التالية ضم قطاعي الاعلام والثقافة مرة آخرى حتى صدر القرار الجمهوري رقم 43 لسنة 1982 فأصبح للاعلام وزارة مستقلة تحت مسمى وزارة الدولة للاعلام.[7]
- وفي عام 1986 أصبحت وزارة الاعلام وزارة كاملة وبذلك استقرت أوضاع وزارة الاعلام من كافة النواحي الإدارية والقانونية والتشريعية.[8]
- صدر القرار الجمهوري رقم 310 لسنة 1986 بتحديد اختصاصات وزارة الاعلام.[9]

## منظومة الاعلام المصري المسموع والمرئي ومراحل تطوره

### اتحاد الإذاعة والتليفزيون المصري
- يعد اتحاد الإذاعة والتليفزيون قلعة الاعلام في الشرق الأوسط ومركز الإبداع والتنوير والإشعاع الحضاري والفكري والثقافي.[10][11]
- يهدف اتحاد الإذاعة والتليفزيون إلى تحقيق رسالة الاعلام الاذاعي المسموع والمرئي سياسة وتخطيط وتنفيذ في اطار السياسة العامة للمجتمع ومتطلباته الاعلامية.[12][13]
- ويمكن تحديد مراحل عملية اقامة وبناء وتطور منظومة الاعلام المصري عبر مسيرته الطويلة في خمسة مراحل رئيسية:-

### المرحلة الأولى
البدايات الأولى – قبل إنشاء اتحاد الإذاعة والتليفزيون (1934 – 1970)
- هي المرحلة التي شهدت إنشاء كل من الإذاعة والتليفزيون والبدايات الأولى للاعلام الاذاعي والتليفزيوني.
- 31 مايو 1934 تاريخ إنشاء الإذاعة المصرية وبدء إرسال الإذاعة المصرية لأول مرة وهو بذلك تاريخ أول تنظيم رسمي للاعلام الاذاعي المصري.[14][15][16]
- عقب إنشاء الإذاعة المصرية وحتى قيام ثورة 1952، مرت بالعديد من المراحل من حيث الجهات التي اشرفت عليها وتم نقل تبعية الإذاعة لها.
- بعد قيام ثورة 23 يوليو 1952 دخلت الإذاعة مرحلة جديدة، انتقل الاشراف عليها إلى وزارة الإرشاد القومي،[17] وفي 15 فبراير 1958 صدر القرار الجمهوري رقم 183 لسنة 1958 باعتبار الإذاعة المصرية مؤسسة عامة ذات شخصية اعتبارية وتم الحاقها برئاسة الجمهورية.[18][19][20][21]
- أضيفت خلال هذه المرحلة خدمات اذاعية جديدة وهي البرامج الموجهة (1953)،[22] صوت العرب (1953)،[23][24] اذاعة الإسكندرية (1954) وهي أول اذاعة محلية في تاريخ الاعلام المصري،[25][26][27] البرنامج الثقافي (1957)[28][29][30] ولقد توالى إنشاء خدمات اذاعية جديدة فيما بعد مع تطوير مستمر في شكل الرسالة الاعلامية،[28] فاضيفت اذاعة القرآن الكريم (1962)،[31] اذاعة الشرق الأوسط (1964)[32][33] والبرنامج الموسيقى (1968)[34]
- تم إنشاء التليفزيون المصري في اطار الإذاعة، حيث أنشئت الإدارة العامة للتليفزيون بقرار رئيس مجلس إدارة هيئة الإذاعة رقم (2) لسنة 1959 في 29/6/1959.[9][35]

### المرحلة الثانية
- إنشاء اتحاد الإذاعة والتليفزيون وتدعيم ركائز الاعلام المصري المسموع والمرئي (1970 -1980).
- هي المرحلة التي بدأت بإنشاء اتحاد الإذاعة والتليفزيون بموجب قرار رئيس الجمهورية الصادر في 13 أغسطس 1970 بالقانون رقم 62 لسنة 1970[36] وبذلك حل الاتحاد محل الهيئات الثلاث التي كانت موجودة قبل إنشائه سمات هذه المرحلة:

1. التركيز على تنظيم العمل في الاتحاد.
2. وضع الأسس العامة للعمل الإعلامي مسموعاً ومرئياً.
3. مواصلة تدعيم القدرات الهندسية والفنية.
4. تقوية الإرسال الاذاعي والتليفزيوني.
5. إضافة خدمات إذاعية جديدة، أبرزها إذاعة الشباب والرياضة 1975.[9]

### المرحلة الثالثة
مرحلة الانطلاقة الاعلامية الأولى في مجال المحلية (1980 – 1990)
لقد شهدت تلك المرحلة إنشاء ست إذاعات محلية وإقليمية، وقناتين محليتين.

#### الإذاعات المحلية
- إذاعة القاهرة الكبرى 1/4/1981[37]
- إذاعة وسط الدلتا 22/7/1982[38]
- إذاعة شمال الصعيد 13/5/1983[38]
- إذاعة شمال سيناء 25/4/1984[38]
- إذاعة جنوب سيناء 23/4/1985[38]
- إذاعة القناة 25/10/1988[38]

#### القنوات المحلية /الإقليمية
- بدأت القنوات المحلية (الإقليمية) في الظهور تباعاً منذ عام 1985، حيث تم تحديد مجموعة من الأهداف العامة التي تسعى تلك القنوات إلى تحقيقها لخدمة المجتمعات التي تعمل بها.
- ولقد توالى إنشاء القنوات المحلية ابتداء من القناة الثالثة في 6/10/1985 وهي باكورة القنوات الإقليمية وتغطي إقليم القاهرة الكبرى، ثم القناة الرابعة في 6/10/1988 وتغطي إقليم القناة، هذا بالإضافة إلى البدء في الإعداد لإنشاء إذاعات وقنوات محلية وإقليمية جديدة، ولقد أمكن تحقيق هدف وصول الإرسال الاذاعي والتليفزيوني إلى معظم أراضي الجمهورية.
- كما شهدت هذه المرحلة كذلك إنشاء قطاع اعلامي ضخم وهو قطاع الإنتاج في عام 1989 كبداية لحدوث انطلاقة كبرى في الإنتاج الإعلامي المصري.[9]

### المرحلة الرابعة
مرحلة الانطلاقة الاعلامية الواسعة نحو العالمية (1990 حتى 2000)
اتسم مسار التطور الإعلامي في عقد التسعينات (1990 – 2000) بانطلاقة إعلامية واسعة في كافة المجالات وقفزات متوالية نحو العالمية ودخول عصر الفضاء.

#### ومن سمات هذه المرحلة
- القطاعات الإعلامية الجديدة لمواكبة التطورات والتوسعات الإعلامية.
- القنوات الفضائية.
- المشروعات الإعلامية العملاقة وتشمل:

1. القمر الصناعي المصري ودخول عصر الفضاء.
2. مدينة الإنتاج الإعلامي.

- الإعلام المتخصص (قنوات النيل المتخصصة).
- الانطلاقة الإعلامية في جميع مجالات العمل الإعلامى المسموع والمرئي في عقد التسعينات.

##### القطاعات الإعلامية الجديدة
- إنشاء (4) قطاعات إعلامية جديدة لتواكب التطورات والتوسعات نحو العالمية، إضافة إلى تأمين البنية الإعلامية والمنظومة الإعلامية وهي:

1. قطاع الأمن 1991.
2. قطاع القنوات الفضائية 1995.
3. قطاع الأخبار 1995.
4. قطاع قنوات النيل المتخصصة.

- بالإضافة إلى الطفرة الكبيرة في مجال المحلية وذلك في إطار الهدف الاستراتيجي بتغطية كافة أنحاء الجمهورية بشبكة متكاملة من الإذاعات والقنوات المحلية ونشر الإعلام المحلي على أوسع نطاق حيث تم إنشاء (7) خدمات محلية جديدة مسموعة ومرئية:

1. إذاعة الوادي الجديد 1990.
2. إذاعة مرسى مطروح 1991.
3. إذاعة جنوب الصعيد 1992.
4. مد الخدمة الإذاعية لحلايب وشلاتين 1995.
5. القناة الرابعة عام 1988 «وتغطي منطقة القناة متمثلة في الإسماعيلية وبورسعيد والسويس والشرقية وشمال وجنوب سيناء»
6. القناة الخامسة «وتغطي الإسكندرية والبحيرة ومطروح» في عام 1990.
7. القناة السادسة «وتغطي وسط الدلتا» في عام 1994.
8. القناة السابعة «وتغطي شمال الصعيد» في عام 1993.
9. القناة الثامنة «وتغطي جنوب الصعيد» في عام 1996.

- هذا بالإضافة إلى أن عقد التسعينات شهد إنشاء خدمات إعلامية جديدة ومتطورة منها قناة المعلومات المرئية (التليتكس) عام 1992.
- مركز التزامن الصوتي (الدوبلاج) عام 1993.
- تحويل إذاعة الشباب والرياضة إلى شبكة إذاعية عام 1995، * إنشاء عدد من الخدمات الإذاعية الموجهة جديدة وهي:-

1. البرنامج الأوزبكي عام 1994.
2. البرنامج الطاجيكي عام 1995.
3. البرنامج الأردي عام 1999.
4. البرنامج العبري 1990.
5. البرنامج الروسي عام 1995.

- إنشاء الإذاعة التعليمية عام 1990 وهي نموذج رائد للخدمة الإعلامية التعليمية.
- إنشاء محطات فائقة القدرة في مجال البث الاذاعي ومحطات التشكيل الترددي F.M ونظام البث الرقمي.
- دخول الإذاعة المصرية عصر الراديو الفضائي، وبث الإذاعات المصرية عبر الأقمار الإذاعية الدولية البدء بالقمر «افريستار».

##### القنوات الفضائية
افتتاح القناة الفضائية المصرية الأولى في 12 ديسمبر 1990 حيث بدأت رسالتها في نقل (صورة وصوت مصر) إلى العالم الخارجي.
- وتهدف القناة إلى نشر الرسالة الإعلامية المصرية على أوسع نطاق وذلك لإثبات التواجد الإعلامي المصري الخارجي.
- ثم تلا ذلك افتتاح قنوات فضائية أخرى طوال عقد التسعينات بدأت بقناة النيل الدولية الناطقة باللغة الأجنبية عام 1994.
- ثم القناة الفضائية المصرية الثانية (مشفرة) عام 1996.
- ثم قناة الدراما عام 1996 وهي باكورة القنوات المتخصصة ثم انضمت فيما بعد إلى قنوات النيل المتخصصة لتحمل اسم (قناة النيل للدراما).

##### المشروعات الإعلامية العملاقة

###### القمر الصناعى المصرى ودخول عصر الفضاء
وهو أول جيل يمثل مصر ويشغل موقعها في الفضاء ويتكون من قمرين:
1. القمر الصناعي المصري الأول، النايل سات 101 وانطلق إلى الفضاء في 28 أبريل عام 1998.
2. القمر الصناعي المصري الثاني، النايل سات 102 وانطلق إلى الفضاء في 17 أغسطس 2000.

###### مدينة الإنتاج الإعلامي
- مدينة الإنتاج الإعلامي ثاني مشروع إعلامي عملاق في مرحلة الانطلاقة الإعلامية الثانية نحو العالمية.
- مدينة الإنتاج الإعلامي أكبر صرح للإنتاج الإعلامى في الشرق الأوسط (هوليود الشرق).
- إن مشروع مدينة الإنتاج الإعلامي مدعم لمشروع القمر الصناعي المصري حيث أنه يكفل توفير كافة متطلبات واحتياجات البث المباشر في عصر الفضاء من الإنتاج الإعلامي المصري إلى جانب متطلبات واحتياجات البث الأرضي أيضاً.

### المرحلة الخامسة
هذه المرحلة تمتد من عام 2000 وحتى الآن، وهي تمثل نهضة إعلامية شاملة بدأت بإنشاء المنطقة الإعلامية الحرة ودخول عصر التعددية الإعلامية بإنشاء القنوات الخاصة ثم اكتمال مدينة الإنتاج الإعلامى في عام 2002  ودخول عصر «إعلام بلا حدود» وسنتناول في هذه المرحلة اكتمال المنظومة الإعلامية في عصر الإعلام التعددي من خلال:
- المنطقة الإعلامية الحرة.
- خدمات إذاعية مسموعة ومرئية جديدة.
- قنوات وخدمات فضائية جديدة.
- الخدمات التفاعلية والوسائط المتعددة.
- الأكاديمية الدولية للهندسة وعلوم الإعلام.[9]

## تشكيل المجلس
يتشكل المجلس بقرار من رئيس الجمهورية من ثلاثة عشر عضواً هم كل من:
- رئيس المجلس.
- نائب لرئيس مجلس الدولة.
- رئيس جهاز حماية المنافسة ومنع الممارسات الاحتكارية.
- ممثل للجهاز القومي لتنظيم الاتصالات.
- اثنان من الشخصيات العامة وذوي الخبرة.
- اثنان من الصحفيين.
- اثنان من الإعلاميين.
- اثنان من الشخصيات العامة وذوي الخبرة يرشحهما مجلس النواب.
- ممثل للمجلس الأعلى للجامعات.

## الجهات التابعة للمجلس
- الهيئة الوطنية للإعلام
- الهيئة الوطنية للصحافة

## رئاسة المجلس
- خالد عبد العزيز (25 نوفمبر 2024 - حتى الآن).[41]
- كرم جبر (يونيو 2020 - 25 نوفمبر 2024).[42]
- مكرم محمد أحمد (11 أبريل 2017 - يونيو 2020).[43]